# 巴德诺瓦
巴德诺瓦股份企业两合公司（德語：Badenova AG & Co. KG）是德国巴登-符腾堡州弗赖堡行政区内最大规模的能源供应商，总部设于弗赖堡。